# باراد-دور
باراد-دور، «برج تاریک» یک مکان داستانی در نوشته‌های مربوط به سرزمین میانه تالکین است و در ارباب حلقه‌ها، سیلماریلیون و آثار دیگری نظیر تاریخ سرزمین میانه توصیف شده‌است. سائورون از طریق باراد-دور بر موردور حکومت می‌کرد. این برج بزرگترین برجی بود که بعد از تانگورودریم در سرزمین میانه ساخته شد. او دارای قدرت بسیاری در درون برج بود.برطبق گفته گندالف به بورومیر در کتاب ارباب حلقه ها:یاران حلقه، قدرت او در آن دژ به قدری بود که چنانچه اگر دشمنی وارد برج می‌شد دیگر نمی‌توانست از آنجا خارج شود.
چشم او از طریق این برج بلند سرزمین میانه را زیر نظر داشت که در بالای برج بود و خود برج در شمال غرب موردور و در نزدیکی کوه هلاکت واقع شده بود.
نام باراد دور در صحبت زبان سائورون با گندالف بیشترین تأکید را بر روی حرف «ر» داشت و سفیر سائورون عنوان «باراد-دورر» را تلفظ می‌کرد.
ساخت باراد-دور در سال ۱۶۰۰ دوران دوم تکمیل شد. این برج به‌دنبال پیروزی ارتش آخرین اتحاد علیه سائورون با خاک یکسان شد؛ ولی بازسازی دوباره آن در دوران سوم، ۶۷ سال پیش از جنگ حلقه آغاز شد.
برج تاریک در نهایت بخاطر انداخته شدن حلقه یگانه در آتش کوه هلاکت که فرودو حامل آن بود نابود شد.

## ریشه‌یابی
در زبان الفی سینداری، باراد به معنی برج و دور به معنای تاریک است. این برج در زبان مشترک وسترون (انگلیسی سرزمین میانه)، دارک تاور یا همان برج تاریک نام دارد. کلمه لوگبورز که اورک‌های موردور آن را به کار می‌بردند ترجمه‌ای از کلمه دارک تاور به زبان سیاه موردور بود که مرکب بود از (لوگ+ بورز=برج+تاریک). زبان سیاه که به‌دست سائورون ساخته شد زبان رسمی مورد استفاده سربازان برج باراد-دور بود. با این حال در دوران سوم این زبان از شکل قدیمی اش خارج شد و سربازان باراد-دور عنوان تحریف شده آن را به کار می‌بردند و همه جز اشباح حلقه این زبان در شکل باستانی اش را فراموش کرده بودند.

## جغرافیا
برج تاریک مشرف بر شاخه جنوب غرب کوههای خاکستر بود. پایین‌تر از حلقه کوه در قسمت غربی که شامل اودون و دروازه سیاه بود. باراد-دور همچنین در بالای فلات خشک گورگوروت بود و از آنجا اودون و دروازه سیاه را نگاه می‌کرد. فرودو و سم وایز گمجی در بخشی از سفر خود به جنوب و بعد از دورشدن از دروازه سیاه قسمتی از کوه نابودی(هلاکت) را دیدند.

## شرح
قلعه ا ی بسیار وسیع که پر بود از اسلحه خانه‌ها، زندان‌ها و کوره‌های بزرگ. در ادامه گفته شده:ارباب آنجا قدرتی بی حد و اندازه دارد و به همراه سایر برج‌های موردور در ابری از تاریکی پنهان شده‌است؛ و خود آن برج تاریک تر از تاریکی است و تاجی آهنین بالای سرش دارد. بر روی آمون هن، هنگامی فرودو، حلقه به انگشت برج را دید منظره اش چنین بود:
دیوار بر دیوار، بارو بر بارو، سیاه، بی اندازه قوی، کوهی از آهن و دروازه اش از فولاد، برجی پر صلابت و مغرور، قلعه سائورون... باراد-دور.
عبارت تعریف شده برجی پر صلابت اشاره به مواد سختی دارد که سازنده آن برج بلند بود و همچنین اشاره‌ای به بلندی این برج دارد. آن برج دارای یک پست نگهبانی بسیار بلند بود. به نام پنجره چشم که سائورون از آنجا بیرون را نگاه می‌کرد. این چشم بزرگ از کوه هلاکت قابل دیدن بود و سام و فرودو از دیدن بزرگی چشم بسیار ترسان شدند.

## دوران دوم
در سال ۵۰۰ دوران دوم، سائورون دوباره برخاست و در موردور مستقر شد و آنجا را برای مقابله با تهدید نومه نور برگزید. درسال۱۰۰۰دوران دوم، شروع به ساخت باراد-دور نمود و بنای آن را در سال۱۶۰۰ تکمیل کرد.
در سال ۳۲۶۲ سائورون از سوی آر-فارازون، قدرتمندترین پادشاه نومه نور به چالش کشیده شد. او بدستور شاه و به عنوان گروگان به نومه نور رفت و یک سال بعد از سقوط نومه نور دوباره به موردور بازگشت.
در سال۳۴۲۹، حمله به گوندور تازه تأسیس را شروع کرد که سر انجام منجر به اتحاد الندیل پادشاه گوندور و آرنور و گردآمدن ارتش مشترک آدم‌ها و الف‌ها و در نهایت شکست سائورون شد.
اما پس از پیروزی ارتش آخرین اتحاد در داگورلد و در طی محاصره باراد دور، آناریون پسر الندیل به خاطر سنگی که از بالای باراد-دور پرتاب شده بود از پای درآمد.
پس از هفت سال شهربند باراد-دور، سائورون خودش از آنجا در سال۳۴۴۱ بیرون آمد و تن به تن با الندیل و گیل گالاد جنگید و آن‌ها را کشت. اما پس از مبارزه وی سکندری خورد و به زمین افتاد و ایسیلدور برادر آناریون، با یک ضربه با شمشیر شکسته نارسیل که در زیر الندیل شکسته بود، حلقهٔ سائورون را از دست او برید و روح سائورون از موردور گریخت. بدین ترتیب ارتش موردور مغلوب و برج تاریک با خاک یکسان شد و به اعماق زمین سقوط کرد.

## دوران سوم
سائورون پس از شکست در دوران دوم، از موردور که تحت حفاظت سربازان گوندور بود تبعید شد. وی پس از مدتی قلعه دول گولدور در سبزبیشه بزرگ را بر روی تپه‌ای صخره‌ای در جنوب غرب جنگل ساخت. پس از وقوع طاعون بزرگ گوندور دیگر قادر به نگهبانی از موردور نبود و این کار را در سال۱۶۴۰ دوران سوم رها کرد.
در سال۲۰۰۰، میناس ایتیل توسط نزگول یا اشبح حلقه به فرماندهی پادشاه جادوگر آنگمار سقوط کرد و نامش به میناس مورگول یا برج جادوی سیاه تغییر یافت. پلان تیری آن توسط نزگول تصاحب شد و تا در هنگام بازگشت سائورون به باراد-دور به او داده شود.
در سال۲۹۴۱ مصادف با نبرد پنج سپاه، دول گولدور توسط شورای سفید مورد حمله قرار گرفت و سائورون به ظاهر عقب‌نشینی کرد و در سال بعد مخفیانه به موردور برگشت.
ده سال بعد در سال۲۹۵۱، باراد-دور با سرعتی بی نظیر شروع به بازسازی و سپس بنای آن در همان سال تکمیل شد، چرا که اگر چه در دوران دوم با خاک یکسان شد، ولی از اصل و پایه به خاطر قدرت حلقه یگانه از بین نرفته بود.
سرانجام این برج در سال۳۰۱۹، پس از آن که گولوم حلقه یگانه را با کندن انگشت فرودو تصاحب کرد و بعد از شادمانی برای آن، در درون آتش کوه هلاکت سقوط کرد، حلقه هم به همراه او به درون آتش انداخته و نابود شد. سائورون سرانجام در سال۳۰۱۹با نابودی حلقه اش سرانجام کاملاً مغلوب شد.